# Constant Tourné
Constant Tourné (conocido como Stan Tourné; Willebroek, 30 de diciembre de 1955) es un deportista belga que compitió en ciclismo en las modalidades de pista, especialista en las pruebas de medio fondo, y ruta.
Ganó cuatro medallas en el Campeonato Mundial de Ciclismo en Pista entre los años 1977 y 1986.

## Medallero internacional
| Campeonato Mundial | Campeonato Mundial                | Campeonato Mundial | Campeonato Mundial |
| Año                | Lugar                             | Medalla            | Competición        |
| ------------------ | --------------------------------- | ------------------ | ------------------ |
| 1977               | San Cristóbal (Venezuela)         | Medalla de oro     | Puntuación (A)     |
| 1980               | Besanzón (Francia)                | Medalla de oro     | Puntuación (P)     |
| 1984               | Barcelona (España)                | Medalla de bronce  | Medio fondo (P)    |
| 1986               | Colorado Springs (Estados Unidos) | Medalla de plata   | Medio fondo (P)    |

## Palmarés
- 1977

 Campeón del Mundo de Puntuación amateur
- 1980

 Campeón del Mundo de Puntuación amateur
- 1981

 Campeón de Bélgica de Ómnium
- 1983

1º en los Seis días de Amberes (con René Pijnen)
- 1985

1º en los Seis días de Gante (con Etienne De Wilde)
1º en los Seis días de París (con Etienne De Wilde)
- 1987

Campeón de Europa de Derny
 Campeón de Bélgica de Derny
- 1988

Campeón de Europa de Derny
1º en los Seis días de Amberes (con Etienne De Wilde)
1º en los Seis días de Colonia (con Etienne De Wilde)
- 1989

1º en los Seis días de Gante (con Etienne De Wilde)
- 1991

Campeón de Europa de Derny
- 1992

1º en los Seis días de Amberes (con Jens Veggerby)